# Team CSC/2006
Deze pagina geeft een overzicht van de wielerploeg Team CSC in 2006.
| Naam                  | Geboortedatum | Nationaliteit    | Ploeg 2005           |
| --------------------- | ------------- | ---------------- | -------------------- |
| Kurt-Asle Arvesen     | 09-02-1975    | Noorwegen        |                      |
| Lars Bak              | 16-01-1980    | Denemarken       |                      |
| Ivan Basso            | 26-11-1977    | Italië           |                      |
| Michael Blaudzun      | 30-04-1973    | Denemarken       |                      |
| Matti Breschel        | 31-08-1984    | Denemarken       |                      |
| Fabian Cancellara     | 18-03-1981    | Zwitserland      | Fassa Bortolo        |
| Íñigo Cuesta          | 03-06-1969    | Spanje           | Saunier Duval-Prodir |
| Volodymyr Hoestov     | 15-02-1977    | Oekraïne         | Fassa Bortolo        |
| Allan Johansen        | 14-07-1971    | Denemarken       |                      |
| Bobby Julich          | 18-11-1971    | Verenigde Staten |                      |
| Kasper Klostergaard   | 22-05-1983    | Denemarken       | espoirs              |
| Karsten Kroon         | 29-01-1976    | Nederland        | Rabobank             |
| Marcus Ljungqvist     | 26-10-1974    | Zweden           | Liquigas             |
| Giovanni Lombardi     | 20-06-1969    | Italië           |                      |
| Peter Luttenberger    | 13-12-1972    | Oostenrijk       |                      |
| Lars Michaelsen       | 13-03-1969    | Denemarken       |                      |
| Christian Müller      | 01-03-1982    | Duitsland        |                      |
| Stuart O'Grady        | 06-08-1973    | Australië        | Cofidis              |
| Martin Pedersen       | 15-04-1983    | Denemarken       | Team GLS             |
| Andrea Peron          | 14-08-1971    | Italië           |                      |
| Jakob Piil            | 09-03-1973    | Denemarken       |                      |
| Luke Roberts          | 25-01-1977    | Australië        |                      |
| Carlos Sastre Candil  | 22-04-1975    | Spanje           |                      |
| Andy Schleck          | 10-06-1985    | Luxemburg        |                      |
| Fränk Schleck         | 15-04-1980    | Luxemburg        |                      |
| Nicki Sørensen        | 14-05-1975    | Denemarken       |                      |
| Brian Vandborg        | 04-12-1981    | Denemarken       |                      |
| Christian Vande Velde | 22-05-1976    | Verenigde Staten |                      |
| Jens Voigt            | 17-09-1971    | Duitsland        |                      |
| David Zabriskie       | 12-01-1979    | Verenigde Staten |                      |

## Overwinningen
Parijs-Nice
Proloog: Bobby Julich
Tirreno-Adriatico
5e etappe: Fabian Cancellara
Criterium International
2e etappe: Ivan Basso
Eindklassement: Ivan Basso
Ronde van de Sarthe
3e etappe: Ivan Basso
GP Primavera
Carlos Sastre
Parijs-Roubaix
Fabian Cancellara
Amstel Gold Race
Fränk Schleck
Ronde van Georgia
1e etappe: Lars Michaelsen
GP Herning
Allan Johansen
Ronde van Catalonië
1e etappe: Fabian Cancellara
Ronde van Italië
8e etappe: Ivan Basso
11e etappe: Ivan Basso
16e etappe: Ivan Basso
20e etappe: Ivan Basso
Eindklassement: Ivan Basso
Ronde van Luxemburg
1e etappe: Allan Johansen
Eindklassement: Christian Vande Velde
Dauphiné Libéré
Proloog: David Zabriskie
3e etappe: David Zabriskie
Ster Elektrotoer
4e etappe: Jens Voigt
Eindklassement: Kurt-Asle Arvesen
Nationale kampioenschappen
Noorwegen (tijdrit): Kurt-Asle Arvesen
Denemarken (wegwedstrijd): Allan Johansen
Denemarken (tijdrit): Brian Vandborg
Zwitserland (tijdrit): Fabian Cancellara
Oostenrijk (tijdrit): Peter Luttenberger
Verenigde Staten (tijdrit): David Zabriskie
Ronde van Frankrijk
13e etappe: Jens Voigt
15e etappe: Fränk Schleck
Ronde van Saksen
3e etappe: Andy Schleck
5e etappe: Andy Schleck
Parijs-Corrèze
2e etappe: Marcus Ljungqvist
Ronde van Denemarken
2e etappe: Fabian Cancellara
5e etappe: Fabian Cancellara
Eindklassement: Fabian Cancellara
Ronde van Duitsland
2e etappe: Jens Voigt
6e etappe: Jens Voigt
7e etappe: Jens Voigt
Eindklassement: Jens Voigt
Rund um die Hainleite
Jens Voigt
Ronde van Bochum
Jens Voigt
Ronde van Groot-Brittannië
1e etappe: Martin Pedersen
Eindklassement: Martin Pedersen
Ronde van Hessen
2e etappe: Karsten Kroon
4e etappe: Luke Roberts
5e etappe: Karsten Kroon
Wereldkampioenschappen
Tijdrit: Fabian Cancellara

## Teams

### Ronde van Californië
19 februari–26 februari
- 2.  Bobby Julich
- 3.  Lars Ytting Bak
- 4.  Fabian Cancellara
- 5.  Karsten Kroon
- 6.  Stuart O'Grady
- 7.  Christian Vandevelde
- 8.  Jens Voigt
- 9.  David Zabriskie

### Ronde van het Baskenland
3 april–8 april
- 11.  Peter Luttenberger
- 12. —
- 13.  Carlos Sastre
- 14.  Jens Voigt
- 15.  Iñigo Cuesta
- 16.  Nicki Sørensen
- 17.  Michael Blaudzun
- 18.  Fränk Schleck

### Ronde van Romandië
25 april–30 april
- 11.  Bobby Julich
- 12.  Peter Luttenberger
- 13.  Andrea Peron
- 14.  Michael Blaudzun
- 15.  Volodymyr Hoestov
- 16.  Giovanni Lombardi
- 17.  Nicki Sørensen
- 18.  Christian Vandevelde

### Critérium du Dauphiné Libéré
4 juni–11 juni
- 141.  David Zabriskie
- 142.  Kurt-Asle Arvesen
- 143.  Lars Bak
- 144.  Volodymyr Hoestov
- 145.  Peter Luttenberger
- 146.  Stuart O'Grady
- 147.  Nicki Sørensen
- 148.  Brian Vandborg

1998 · 1999 · 2000 · 2001 · 2002 · 2003 · 2004 · 2005 · 2006 · 2007 · 2008 · 2009 · 2010 · 2011 · 2012 · 2013 · 2014 · 2015 · 2016
Ag2r Prévoyance · Bouygues Télécom · Cofidis, Le Crédit par Téléphone · Crédit Agricole · Team CSC · Davitamon-Lotto · Discovery Channel Pro Cycling Team · Euskaltel-Euskadi · La Française des Jeux · Team Gerolsteiner · Illes Balears-Caisse D'Espargne · Lampre-Fondital · Astana · Liquigas - Bianchi · Phonak Hearing Systems · Quick Step-Innergetic · Rabobank · Saunier Duval-Prodir · Team Milram · T-Mobile Team